# News (roman)
 (février 2022).
Pour les articles homonymes, voir NEW.
News  est un roman d'Arthur Hailey paru en 1990.

## Résumé
Le cadre du roman est une chaîne importante de télévision américaine, CBA, récemment devenue filiale d’une multinationale aux pouvoirs et aux appétits gigantesques, Globanic. Les relations sont tendues entre CBA et Globanic, qui veut diminuer les dépenses de la filiale et a procédé à des licenciements et de plus veut contrôler une partie de l'information. La chaîne subit alors l'attaque d'un groupe terroriste commandité par le Sentier lumineux et le cartel de Medellin, qui prend en otage la famille (épouse, fils et père) de son présentateur vedette, Crawford Sloane. Les ravisseurs réussissent à quitter avec leurs otages les États-Unis pour le Pérou.
CBA met en place une cellule de crise, dirigée par un grand reporter, spécialiste des champs de bataille, Harry Partridge. La cellule parvient au cours des deux semaines suivantes à identifier le chef du groupe des ravisseurs et les complicités qui lui ont permis d'agir aux États-Unis. Partridge et un groupe de journalistes (d'autres reporters de guerre) se rendent au Pérou et réussissent à localiser précisément les otages. Entre-temps, les ravisseurs ont manifesté leurs exigences : la diffusion pendant 5 jours de cassettes élaborées par le Sentier lumineux à la place du journal de 20 heures. Confrontés au refus de satisfaire ces exigences, les ravisseurs procèdent à des représailles (notamment, l'assassinat du père). L'épouse et le fils sont finalement libérés, mais au cours de l'intervention, menée indépendamment des autorités péruviennes, Harry Partridge  est tué, ainsi que le correspondant péruvien de CBA. 
Une exploration réaliste du monde des grands médias, en prise au jour le jour avec des millions de téléspectateurs. Un monde ou s'entrecroisent les enjeux des affaires, de l'information mondiale et du pouvoir. Un suspense infernal au rythme quotidien des news. L'angoisse des otages. Des affrontements impitoyables. Notre monde, tel qu'il est.